# Martin Herb
Martin Herb (* 11. April 1930; † 10. Juni 2019 in Stuttgart) war ein deutscher Jurist. Er war von 1964 bis 1998 Notar und von 1982 bis 1993 Präsident der Notarkammer Baden-Württemberg.

## Leben
Martin Herb wuchs in Lorch im Remstal auf. Im Jahr 1964 trat er in die Sozietät Thurner, Grund und Herb ein. Von 1973 bis 1977 war er Beisitzer im Notarsenat beim Oberlandesgericht Stuttgart. Ab 1978 war Herb Mitglied der Notarkammer Baden-Württemberg und ab 1982 deren Präsident. Nach dem Ende seiner Amtszeit im Jahr 1993 wurde Herb Ehrenpräsident der Notarkammer Stuttgart.
Weiterhin wirkte Herb ab 1985 im Ausschuss der Bundesnotarkammer für Handels- und Gesellschaftsrecht, ab 1989 ebenfalls im Ausschuss für Auslandsbeurkundungen. Martin Herb beurkundete regelmäßig Hauptversammlungen renommierter Unternehmen aus Baden-Württemberg, beispielsweise die Aktionärshauptversammlung des Daimler-Konzerns oder des Konzerns Hugo Boss.
Für seine Verdienste in der berufsständischen Selbstverwaltung des freiberuflichen Notariats wurde Herb 1990 das Bundesverdienstkreuz am Bande und 1994 das Bundesverdienstkreuz 1. Klasse verliehen.
Neben seiner Tätigkeit als Notar engagierte sich Herb für den Fußballverein VfB Stuttgart, den er ab 1970 beriet; Von 1996 bis 2002 gehörte er dessen Aufsichtsrat an.
Er verstarb am 10. Juni 2019 im Alter von 89 Jahren.

### Familie
Martin Herb war verheiratet und hatte drei Söhne; sein Sohn Armin war Rundfunkbeauftragter für den Datenschutz des SWR, sein Sohn Guntram war Professor für Geographie am Middlebury College. Martin Herb lebte mit seiner Ehefrau Gertrud auf dem Killesberg in Stuttgart.